# Gonodonta superba
Gonodonta superba là một loài bướm đêm trong họ Noctuidae.